# 애플 모션 보조 프로세서

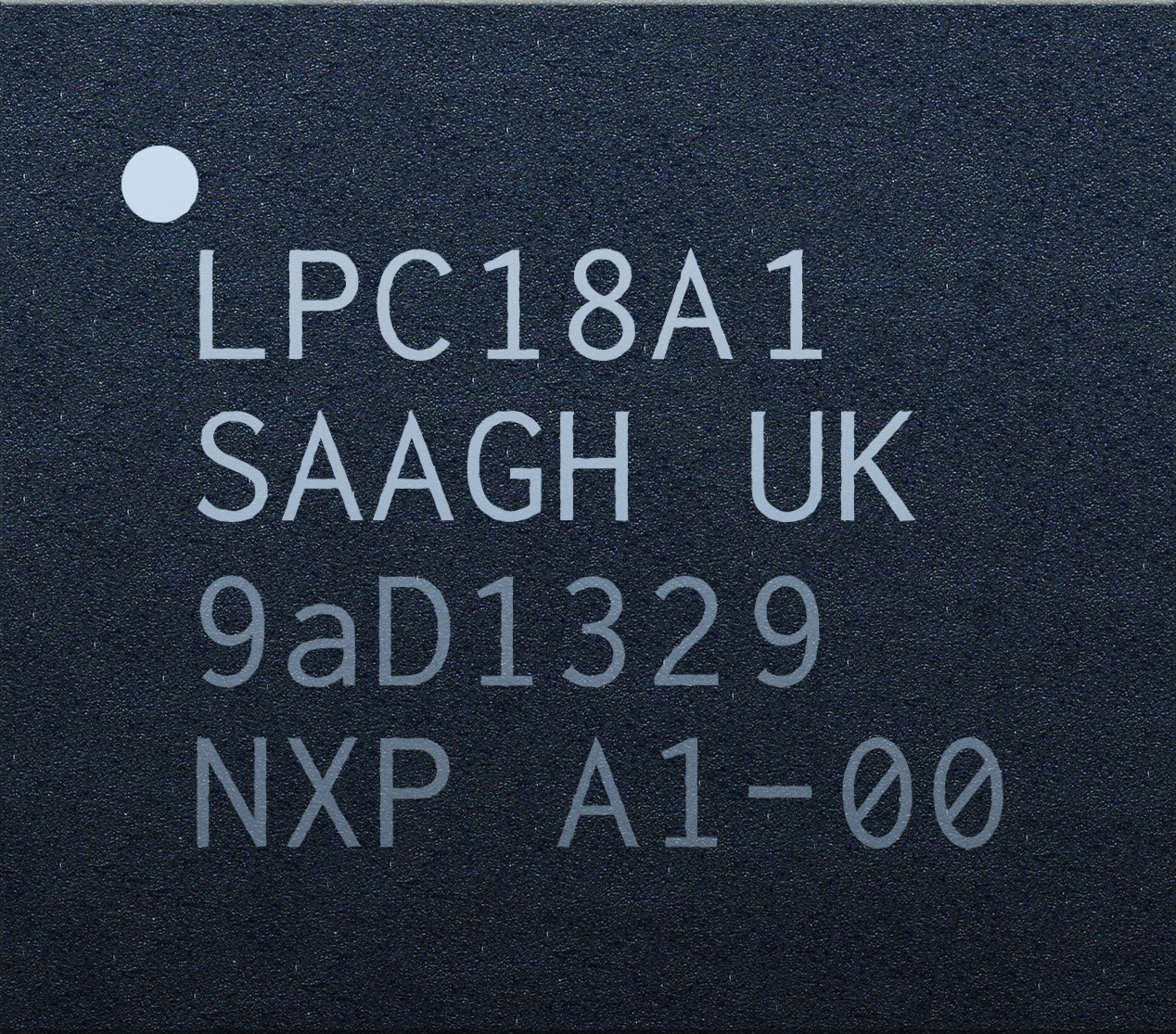
NXP LPC18A1 (M7 모션 보조 프로세서)

애플 모션 보조 프로세서, 애플 M 시리즈 보조 프로세서는 애플이 자사의 모바일 장치에 사용하는 모션 보조 프로세서이다. 2013년에 처음 출시된 이 기능은 통합 가속도계, 자이로스코프 및 나침반에서 센서 데이터를 수집하고 기본 중앙 처리 장치(CPU)에서 센서 데이터 수집 및 처리 작업을 오프로드하는 것이다.
이 시리즈의 첫 번째 보조 프로세서는 2013년 9월 아이폰 5S의 일부로 출시된 M7(코드명 Oscar)이다. 칩웍스는 M7이 LPC18A1이라는 NXP LPC1800 기반 마이크로컨트롤러일 가능성이 가장 높다는 사실을 발견했다. 이는 애플 맞춤형 부품임을 나타내는 맞춤형 패키징 및 명명 체계와 함께 ARM Cortex-M3 코어를 사용한다. 업데이트된 버전 M8은 2014년 9월 아이폰 6에 도입되었으며 아이폰 6 및 아이패드 에어 2에 포함된 기압계의 데이터도 처리한다. 아이픽스잇은 아이폰 6의 M8이 매우 유사한 NXP 장치임을 확인했다. 이름은 LPC18B1이다.
최신 보조 프로세서는 A 시리즈 SoC에 내장되어 있다. 2015년 9월에는 아이폰 6S, 아이폰 6S 플러스, 1세대 아이폰 SE에 있는 A9 칩과 1세대 아이패드 프로에 있는 A9X 칩에 M9 모션 보조 프로세서가 내장되어 있다. 아이폰 7, 아이폰 7 플러스, 2세대 아이패드 프로에는 A10 퓨전 및 A10X 퓨전 칩에 내장된 M10 모션 보조 프로세서가 탑재되어 있다. 애플은 A11 바이오닉 SoC에 내장된 아이폰 8, 8 플러스 및 아이폰 X에 M11을 포함시켰다.
A12 바이오닉 SoC부터 애플은 모션 보조 프로세서를 나머지 SoC와 구별하지 않고 해당 M 시리즈 명명법을 포기했다. M 시리즈 명명법은 맥 컴퓨터 및 아이패드 태블릿(5세대 아이패드 Pro부터)에 사용되는 ARM 기반 SoC에 대해 2020년에 다시 도입되었다.

## 같이 보기
- 애플 실리콘
- 애플 A7
- 애플 A8
- 애플 A8X
- 애플 A9
- 애플 A9X
- 애플 A10
- 애플 A10X
- 애플 A11